# Aharonov-bohm-effect
Het aharonov-bohm-effect, ook wel ehrenberg-siday-aharonov-bohm-effect genoemd, is een kwantummechanisch fenomeen waarbij een geladen deeltje wordt beïnvloed door elektromagnetische velden in gebieden die voor het deeltje onbereikbaar zijn. De eerste vermelding van een dergelijk effect werd voorspeld door Werner Ehrenberg en R.E. Siday in 1949, en gelijkaardige effecten werden bestudeerd door Yakir Aharonov en David Bohm in 1959. Men heeft voorspeld dat deze effecten optreden bij zowel magnetische als elektrische velden, maar ze zijn eenvoudiger te onderzoeken in het magnetische geval. De belangrijkste consequentie van aharonov-bohm-effecten is dat kennis van het elektromagnetische veld dat lokaal op een deeltje inwerkt niet volstaat om correct het kwantummechanisch gedrag ervan te voorspellen.
Na de publicatie van hun paper in 1959 kwam het Bohm ter ore dat het effect tien jaar eerder reeds was voorspeld door Siday en Ehrenberg. Bohm en Aharonov vermeldden dit in hun tweede paper (Peat, 1997, p. 192).
Het geval dat het vaakst wordt aangehaald, soms ook wel het aharonov-bohm-solenoïde-effect genoemd, doet zich voor wanneer een geladen deeltje dat over een lange spoel beweegt een faseverschuiving ondergaat onder invloed van een magnetisch veld binnenin de spoel, hoewel het veld nul is in de zone waarin het deeltje zich voortbeweegt. Deze faseverschuiving is experimenteel vastgesteld door de verschuiving van interferentiepatronen ten opzichte van het niet-magnetische geval. Een elektrisch aharonov-bohm-effect werd eveneens voorspeld en experimenteel waargenomen, waarbij een deeltje wordt beïnvloed door zones met verschillende elektrische potentialen maar zonder een elektrisch veld.
Een algemeen overzicht kan gevonden worden in Murry Peshkin en Akira Tonomura (1989).

## Magnetisch aharonov-bohm-effect
Het magnetisch aharonov-bohm-effect kan opgevat worden als een gevolg van de vereiste van kwantummechanische invariantie ten opzichte van de gekozen ijk voor de vectorpotentiaal A. Daaruit volgt dat een deeltje met elektrische lading q dat zich voortbeweegt over een pad P in een zone zonder magnetisch veld ({\displaystyle \mathbf {B} =0=\nabla \times \mathbf {A} }) een faseverandering {\displaystyle \varphi } ondergaat, in SI-eenheden gegeven door
{\displaystyle \varphi ={\frac {q}{\hbar }}\int _{P}\mathbf {A} \cdot d\mathbf {x} ,}
Tussen twee willekeurige paden met dezelfde begin- en eindpunten treedt dan een faseverschil {\displaystyle \Delta \varphi } op bepaald door de magnetische flux {\displaystyle \Phi } doorheen het gebied tussen de twee paden (met behulp van de Stelling van Stokes en {\displaystyle \nabla \times \mathbf {A} =\mathbf {B} }), gegeven door
{\displaystyle \Delta \varphi ={\frac {q\Phi }{\hbar }}.}

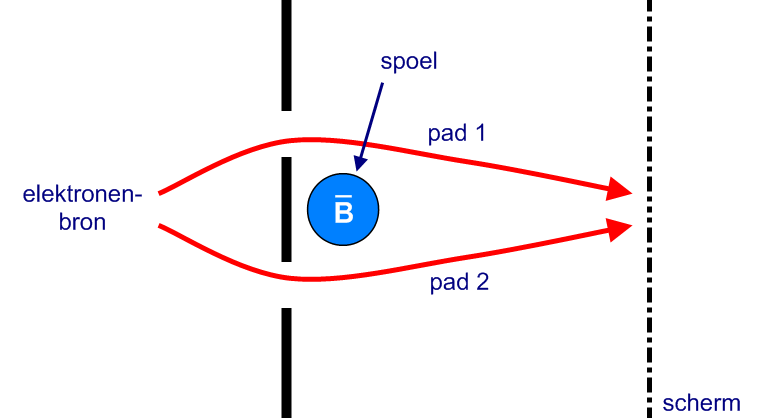
Schema van een tweespletenexperiment waarbij het Aharonov-Bohm-effect waargenomen kan worden: elektronen passeren door twee spleten en interfereren aan een verderop geplaatst scherm. Het interferentie patroon verschuift wanneer een magnetisch veld B aangeschakeld wordt binnenin de cilindrische spoel.

Dit faseverschil kan waargenomen worden door een spoel te plaatsen tussen de spleten van een tweespletenexperiment. Een ideale spoel omvat een magnetisch veld B, maar produceert geen magnetisch veld aan de buitenkant van de cilinder, en bijgevolg ondervinden geladen deeltjes (zoals bijvoorbeeld elektronen) die aan de buitenkant van de spoel passeren, geen invloed van de spoel (in de klassieke visie). Er is echter wel een vectorpotentiaal aanwezig buiten de spoel, en bijgevolg is de relatieve fase van de deeltjes die door een van de spleten passeren verschoven ten opzichte van de deeltjes door de andere spleet (wanneer de stroom door de spoel wordt ingeschakeld). Dit veroorzaakt een meetbare verschuiving van de interferentiefranjes op het verderop geplaatste scherm.
Hetzelfde fase-effect is verantwoordelijk voor de gekwantiseerde magnetische flux in supergeleidende ringen. Deze kwantisatie treedt op omdat de golffuncties in de ring eenduidig bepaald moeten zijn: het faseverschil {\displaystyle \Delta \varphi } bij het eenmaal doorlopen van de ring moet een geheel veelvoud zijn van 2{\displaystyle \pi }, en de flux doorheen de ring moet dus een veelvoud zijn van h/2e (de lading q is hier 2e aangezien we Cooperparen beschouwen). Deze kwantisatie van de magnetische flux was al voorspeld vóór Aharonov en Bohm, door London (1948) die een fenomenologisch model gebruikte om dit resultaat af te leiden.
Het magnetisch aharonov-bohm-effect werd experimenteel bevestigd door Osakabe et al. (1986), na eerder werk samengevat in Olariu en Popèscu (1984). De toepassingen ervan blijven uitbreiden. Webb et al. (1985) demonstreerden aharonov-bohm-oscillaties in gewone, niet-supergeleidende ringen. Voor een bespreking hiervan verwijzen we naar Schwarzschild (1986) en Imry & Webb (1989). Bachtold et al. (1999) namen het effect waar in koolstof-nanobuizen, zie ook Kong et al. (2004).

## Elektrisch aharonov-bohm-effect
De fase van de golffunctie hangt niet enkel af van de magnetische vectorpotentiaal, maar eveneens van de scalaire elektrische potentiaal. Als we een situatie ontwerpen waarbij de elektrostatische potentiaal verschilt voor twee paden van een deeltje, in een gebied waarin het elektrisch veld nul is, verwachten we opnieuw een meetbaar aharonov-bohm-interferentiefenomeen omwille van de faseverschuiving. We merken nogmaals op dat we met een klassieke redenering geen enkel effect verwachten.
Uit de schrödingervergelijking volgt dat de fase van een eigenfunctie met energie E varieert volgens {\displaystyle \exp(-iEt/\hbar )}. De energie zal echter afhangen van de elektrostatische potentiaal V voor een deeltje met lading q. In het bijzonder voor een gebied met constante potentiaal V mogen we de elektrische potentiële energie qV eenvoudigweg optellen bij E. Dit resulteert in een faseverschuiving:
{\displaystyle \Delta \phi =-{\frac {qVt}{\hbar }},}
waarin t de tijd voorstelt die het deeltje doorbrengt in de invloed van de potentiaal.
De oorspronkelijke theoretische aanpak van dit effect veronderstelde een experiment waarbij ladingen via twee paden passeren door geleidende cilinders, die de deeltjes afschermen van externe elektrische velden in de gebieden waar ze doorheen bewegen, maar die toch het opwekken van een elektrische potentiaal toelaten door de cilinders op te laden. Het bleek echter dat dit praktisch moeilijk te realiseren was. Een ander experiment werd voorgesteld, bestaande uit een ringvormige structuur onderbroken door tunnel barrières, waarbij beide helften van de ring op een andere potentiaal staan. Deze situatie resulteert op gelijkaardige wijze als hierboven in een aharonov-bohm-faseverschuiving, en werd experimenteel waargenomen in 1998.